# Drosophila kashmirensis
Drosophila kashmirensis este o specie de muște din genul Drosophila, familia Drosophilidae, descrisă de Kumar și Gupta în anul 1985. Conform Catalogue of Life specia Drosophila kashmirensis nu are subspecii cunoscute.